# Bartolomeo Colleoni
Bartolomeo Colleoni (ur. ok. 1395 / 1400, zm. 2 listopada 1475) – kondotier włoski w służbie Mediolanu i Wenecji.

## Życiorys
Colleoni narodził się w Solza, w rejonie Bergamo (Lombardia), gdzie przygotował dla siebie wspaniałą kapliczkę pochówkową (Kapliczkę Colleoniego) w grobowcu, który zagarnął pomimo że nie został on mu przyznany przez miejscowe bractwo miłosierdzia Consiglio della Misericordia. Pochodził ze szlacheckiej rodziny, która została wygnana wraz z resztą Gwelfów przez Viscontich. Ojciec Bartolomea, Paweł, zdobył twierdzę w Trezzo i dzierżył nią, nim zginął w zamachu zorganizowanym przez własnych kuzynów, prawdopodobnie działających z rozkazu Filipa Marii Viscontiego, księcia Mediolanu.
Młody Colleoni uczył się najpierw na dworze Filipa z Arcello, nowego władcy Piacenzy. Następnie poszedł w służbę do wielu różnych kondotierów. Zaczynał w 1419 r. u boku Braccio da Montone, który robił podjazdy w Apulii wykorzystując boje pomiędzy Alfonsem V Aragońskim i Ludwikiem III Andegaweńskim w czasie osłabienia niezawisłości królowej Neapolu Joanny, stając po stronie Alfonsa.
W 1424 r. służył pod rozkazami Muzia Attendola Sforzy, przy którym uczył się sztuki i taktyki wojennej. Następnie walczył pod dowództwem słynnego Francesco Bussone, zwanego Carmagnolą. Pomiędzy kolejnymi wyprawami pojął za żonę Tisbe Martinengo, a w 1431 r. kupił pałac przy via Tassis w Bergamo. Po zgładzeniu Carmagnoli w Wenecji (1432 r.), Colleoni przeszedł na bezpośrednią służbę Republiki Weneckiej, rozpoczynając tym samym główną część własnej kariery. Pomimo iż nominalnym naczelnym dowódcą był Gianfrancesco Gonzaga, Colleoni stał się faktycznym przywódcą wojska. Odbił liczne miasta i gminy z rąk Mediolanu dla Wenecji. Gdy Gonzaga przeszedł na stronę wroga, Colleoni dalej służył Wenecji pod Erazmusem z Narni (znanym jako Gattamelata) i Franciszkiem Sforzą, wygrywając bitwy pod Brescią, Weroną i nad jeziorem Garda.
W trakcie wyprawy w 1439 r. Colleoni przeciągnął z Zatoki Weneckiej na jezioro Garda flotę złożoną z 3 galeonów, 3 galer, 1 wielkiej barki weneckiej i 25 mniejszych jednostek. Większe statki wciągano w górę doliny Adygi na drewnianych walcach przy użyciu zaprzęgów złożonych w sumie z 2000 wołów. Dwa tysiące robotników równało drogi, budowało przejścia przez wąwozy, wzmacniało mosty. W celu poszerzania dróg wysadzano skały przy użyciu prochu.
Trasa wiodła w górę dwustukilometrowej doliny Adygi aż do małego jeziora Lopio na wysokości 230 m n.p.m. Najtrudniejszą częścią przedsięwzięcia, znanego obecnie w historii pod nazwą Galeas per montes, było przetransportowanie okrętów przez dział wodny (Passo San Giovanni, 287 m n.p.m.) wprost do jeziora Garda, którego lustro leży na wysokości tylko 65 m n.p.m. Pomiędzy przełęczą a jeziorem droga opada stromo, więc do bezpiecznego spuszczenia okrętów użyto lin i bloków. Cała ta wyprawa trwała tylko 15 dni.
Bartolomeo Colleoni jest prawdopodobnie pierwszym znanym artylerzystą, który ok. 1440 r. skutecznie zastosował w polu działa prochowe.

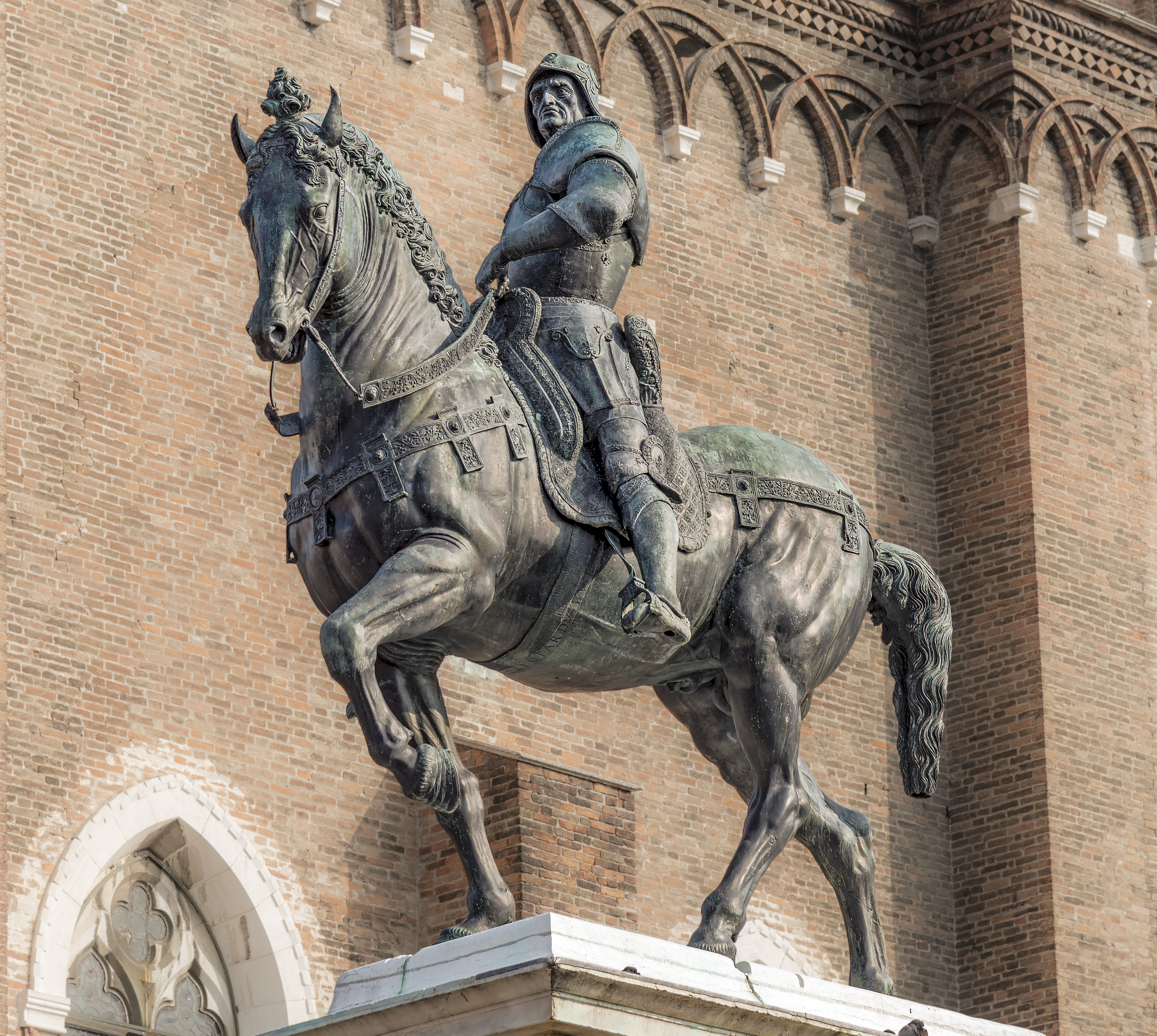
Posąg Bartolomeo Colleoniego w Wenecji stojący na placu Campo Santi Giovanni e Paolo

Po zawarciu pokoju pomiędzy Mediolanem a Wenecją w 1441 r. w Cremonie, Colleoni wraz ze Sforzą przeszedł w roku 1443 na stronę Mediolanu. Pomimo początkowo dobrego traktowania, Colleoni szybko stał się obiektem podejrzliwości nieufnych Viscontich i został uwięziony w Monzy, gdzie pozostał do śmierci księcia w 1447 r. Następnie Mediolan stał się domeną Sforzów, którym Colleoni służył, nim w roku 1448 opuścił Sforzów i powrócił do Wenecji.
Rozczarowany tym, że nie został wybrany na kapitana naczelnego (dowódcą wojsk weneckich został Gentile della Leonessa), w 1451 r. ponownie powrócił do Sforzy. Jednak Wenecja nie mogła się bez niego obejść i po zawarciu w 1454 r. pokoju w Lodi nakłoniła go do powrotu. Otrzymał podwyższoną zapłatę i zamek Malpaga jako siedzibę. W 1455 r. Colleoni stał się dożywotnim kapitanem naczelnym republiki. Pomimo iż czasami prowadził boje na własną rękę w czasach gdy Wenecja była w pokoju (np. w 1467 r. dowodził wojskiem wygnanych Florentyńczyków przeciwko Piero de Medici, został jednak pokonany), pozostał do końca swojego życia w dyspozycji Republiki Weneckiej.
Colleoni był chyba cieszącym się największym szacunkiem włoskim kondotierem. Pomimo iż często zmieniał strony, nigdy nie przypisywano mu jakiejkolwiek niewierności. Ponadto nigdy nie dopuszczał do grabieży przemierzanych przezeń ziem przez żołdaków tak jak czynili to inni rycerze szczęścia jego czasów. Gdy nie wojował, poświęcał swój czas wprowadzaniu udoskonaleń w kulturze rolnej w majątkach ziemskich, jakie powierzyła mu Wenecja. Zlecił również (w 1470 r.) zaprojektowanie i budowę w Bergamo przy Piazza del Duomo kaplicy, mającej być mauzoleum grobowym jego i jego zmarłej właśnie córki Medei. W roku śmierci (1475) pozostawił w spadku republice duży majątek z przeznaczeniem na prowadzenie wojen z Turcją, wraz z życzeniem wzniesienia na jego cześć konnego pomnika na Placu św. Marka. Posąg został wykonany w latach 1479-1488 przez Verrocchia. Ponieważ jednak nie zezwolono na ustawienie żadnego monumentu na tym placu, został on ustawiony później w skromniejszym miejscu, na placu Campo Santi Giovanni e Paolo, naprzeciwko Scuola Grande di San Marco.

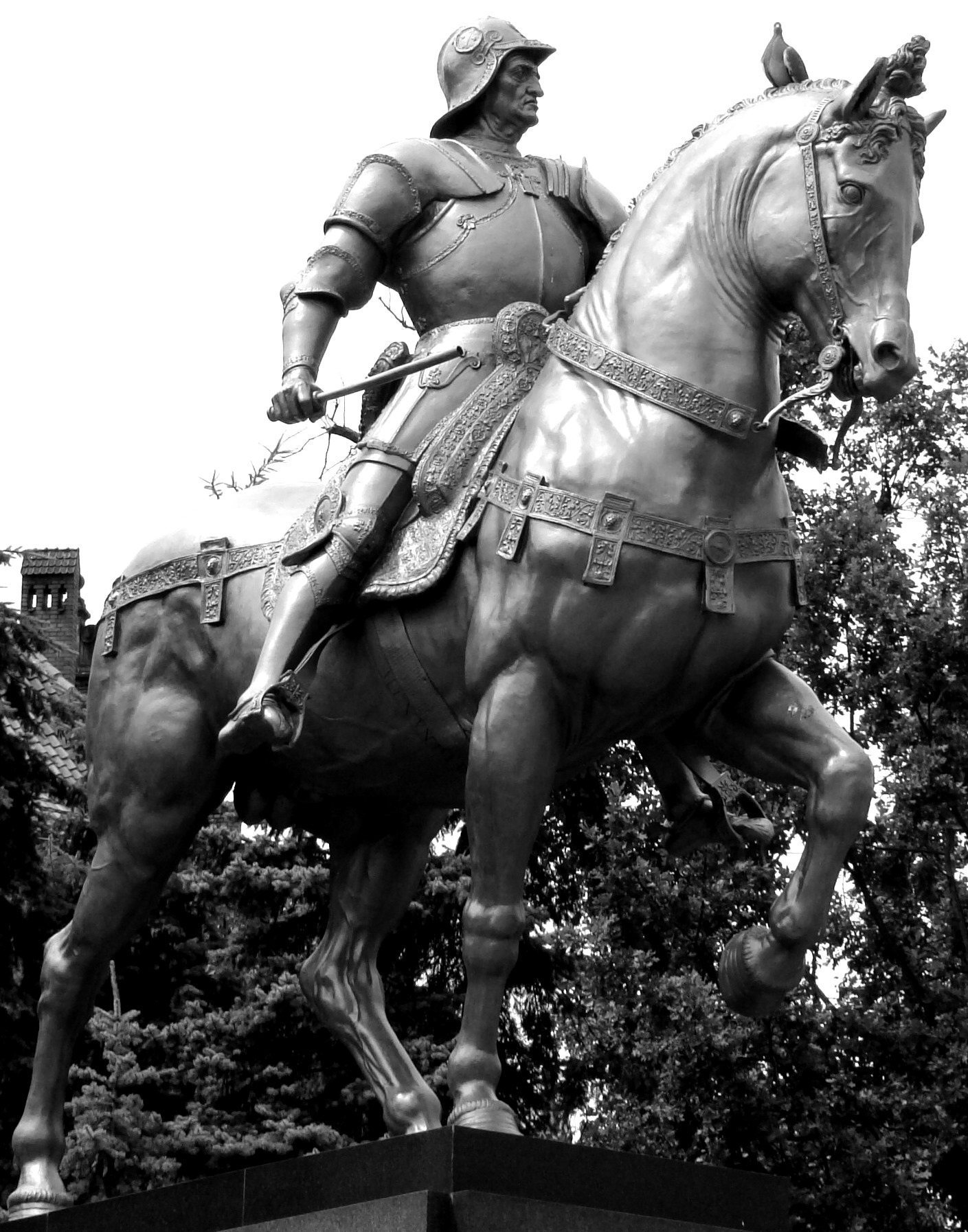
Pomnik Bartolomeo Colleoniego w Szczecinie stojący na Pl. Lotników